# Айнагулов Мейрамбек Мирзагалійович
Мейрамбек Мирзагалійович Айнагулов (каз. Мейрамбек Мырзағалиұлы Айнағұлов; нар. 17 лютого 1994, Шалкар, Шалкарський район, Актюбінська область) — казахський борець греко-римського стилю, срібний призер чемпіонату світу, срібний та дворазовий бронзовий призер чемпіонатів Азії, бронзовий призер Азійських ігор. Заслужений майстер спорту з греко-римської боротьби.

## Життєпис
Боротьбою почав займатися з 2003 року в особистого тренера-викладача Ратміжана Бакітжанова, який продовжив його тренувати і в подальшому. Вихованець ДЮСШ № 1 імені Володимира Цехановича, місто Шалкар.
Дворазовий бронзовий призер чемпіонату Азії серед кадетів (2009, 2010). Чемпіон світу серед кадетів 2011 року. Бронзовий призер чемпіонату Азії серед юніорів 2014 року.
Володар Кубка Казахстану серед дорослих (2013). Чемпіон Казахстану 2015 року.
Служив у ЦСКА. Виступає за борцівський клуб «Акпан» Актобе.
Закінчив Актюбінський сільськогосподарський коледж за спеціальністю «Фізична культура і спорт». Заочно навчається в Таразькому державному університеті імені М. Дулаті.

## Спортивні результати на міжнародних змаганнях

### Виступи на Чемпіонатах світу
| Змагання                        | Збірна    | Вагова категорія                 | Місце  |
| ------------------------------- | --------- | -------------------------------- | ------ |
| Чемпіонат світу з боротьби 2017 | Казахстан | греко-римська боротьба, до 59 кг | Срібло |

### Виступи на Чемпіонатах Азії
| Змагання                       | Збірна    | Вагова категорія                 | Місце  |
| ------------------------------ | --------- | -------------------------------- | ------ |
| Чемпіонат Азії з боротьби 2015 | Казахстан | греко-римська боротьба, до 59 кг | 8      |
| Чемпіонат Азії з боротьби 2016 | Казахстан | греко-римська боротьба, до 59 кг | Бронза |
| Чемпіонат Азії з боротьби 2017 | Казахстан | греко-римська боротьба, до 59 кг | Срібло |
| Чемпіонат Азії з боротьби 2018 | Казахстан | греко-римська боротьба, до 63 кг | Бронза |
| Чемпіонат Азії з боротьби 2019 | Казахстан | греко-римська боротьба, до 60 кг | 9      |

### Виступи на Азійських іграх
| Змагання           | Збірна    | Вагова категорія                 | Місце  |
| ------------------ | --------- | -------------------------------- | ------ |
| Азійські ігри 2018 | Казахстан | греко-римська боротьба, до 60 кг | Бронза |

### Виступи на Кубках світу
| Змагання                    | Збірна    | Вагова категорія                 | Місце |
| --------------------------- | --------- | -------------------------------- | ----- |
| Кубок світу з боротьби 2016 | Казахстан | греко-римська боротьба, до 59 кг | 4     |

### Виступи на Чемпіонатах світу
| Змагання                                                  | Збірна    | Вагова категорія                 | Місце  |
| --------------------------------------------------------- | --------- | -------------------------------- | ------ |
| Чемпіонат світу з боротьби серед військовослужбовців 2016 | Казахстан | греко-римська боротьба, до 59 кг | Бронза |
| Чемпіонат світу з боротьби серед військовослужбовців 2018 | Казахстан | греко-римська боротьба, до 63 кг | Бронза |

### Виступи на Всесвітніх іграх військовослужбовців
| Змагання                                | Збірна    | Вагова категорія                 | Місце  |
| --------------------------------------- | --------- | -------------------------------- | ------ |
| Всесвітні ігри військовослужбовців 2015 | Казахстан | греко-римська боротьба, до 59 кг | Золото |

### Виступи на інших змаганнях
| Змагання                                                         | Збірна    | Вагова категорія                 | Місце  |
| ---------------------------------------------------------------- | --------- | -------------------------------- | ------ |
| Кубок Президента Казахстану з боротьби 2013                      | Казахстан | греко-римська боротьба, до 55 кг | Срібло |
| Міжнародний меморіал Дейва Шульца 2014                           | Казахстан | греко-римська боротьба, до 59 кг | 5      |
| Міжнародний меморіал Дейва Шульца 2015                           | Казахстан | греко-римська боротьба, до 59 кг | Бронза |
| Гран-прі FILA 2015                                               | Казахстан | греко-римська боротьба, до 59 кг | 17     |
| Турнір Вехбі Емре і Гаміта Каплана 2015                          | Казахстан | греко-римська боротьба, до 59 кг | 11     |
| Кубок Президента Казахстану з боротьби 2015                      | Казахстан | греко-римська боротьба, до 59 кг | 5      |
| Олімпійський кваліфікаційний турнір з боротьби 2016 (Улан-Батор) | Казахстан | греко-римська боротьба, до 66 кг | 10     |
| Меморіал Болата Турлиханова 2016                                 | Казахстан | греко-римська боротьба, до 59 кг | 7      |
| Золотий Гран-прі з боротьби 2016                                 | Казахстан | греко-римська боротьба, до 59 кг | 12     |
| Турнір Івана Піддубного 2017                                     | Казахстан | греко-римська боротьба, до 59 кг | 7      |
| Гран-прі Парижа з боротьби 2017                                  | Казахстан | греко-римська боротьба, до 59 кг | Срібло |
| Турнір Г. Картозія і В. Балавадзе 2017                           | Казахстан | греко-римська боротьба, до 59 кг | Золото |
| Кубок Тахті 2018                                                 | Казахстан | греко-римська боротьба, до 60 кг | Бронза |
| Гран-прі Угорщини з боротьби 2018                                | Казахстан | греко-римська боротьба, до 63 кг | 7      |

### Виступи на змаганнях молодших вікових груп
| Змагання                                      | Збірна    | Вагова категорія                 | Місце  |
| --------------------------------------------- | --------- | -------------------------------- | ------ |
| Чемпіонат Азії з боротьби серед кадетів 2009  | Казахстан | греко-римська боротьба, до 42 кг | Бронза |
| Чемпіонат Азії з боротьби серед кадетів 2010  | Казахстан | греко-римська боротьба, до 46 кг | Бронза |
| Чемпіонат світу з боротьби серед кадетів 2011 | Казахстан | греко-римська боротьба, до 50 кг | Золото |
| Чемпіонат Азії з боротьби серед юніорів 2014  | Казахстан | греко-римська боротьба, до 60 кг | Бронза |
| Чемпіонат світу з боротьби серед юніорів 2014 | Казахстан | греко-римська боротьба, до 55 кг | 9      |